# Алфаданга (подокруг)
Алфаданга (бенг. আলফাডাঙা, англ. Alfadanga) — подокруг в центральной части Бангладеш в составе округа Фаридпур. Образован в 1960 году. Административный центр — город Алфаданга. Площадь подокруга — 136 км². По данным переписи 1991 года население подокруга составляло 90 873 человека. Плотность населения равнялась 668 чел. на 1 км². Уровень грамотности населения составлял 32,05 %. Религиозный состав: мусульмане — 90,18 %, индуисты — 9,73 %, христиане — 0,02 %, прочие — 0,07 %.